# 僕と、僕らの夏
『僕と、僕らの夏』（ぼくと ぼくらのなつ）は、2002年2月1日にlightから発売された18禁恋愛アドベンチャーゲーム。僕僕または僕夏と略される場合もある。

## 概要
ダムによる水没を間近に控えた山村で、恋のせつなさを知っていく少年少女を描いた作品。少年「古積恭生」を主人公としたシナリオを読了してから再開すると、「小川冬子」の視点で描かれる裏シナリオに入ることができ、それによって出来事の全容がわかるようになっている。
2002年9月26日にKIDよりドリームキャスト (DC) 版が発売。2003年8月8日には、lightよりDVD版（僕と、僕らの夏完全版）が発売されている。DVD版にはPC版、DC版、それと早狩武志によるPC・DC双方の内容を融合させたスペシャルマージ版が収録されている。

## ストーリー
幼いころに訪れた、心の故郷とも呼べる村が、ダム建設により水没すると知った恭生。ひさしぶりに村へ足を運んだ彼は、淡い恋の相手だった少女貴理や友人たちと旧交を温める。
村がなくなってしまう前に、恭生はかつて貴理と一緒に埋めたはずの「宝物」を掘り出そうとする。しかし彼自身もいったい何をどこに埋めたのかはっきりと思い出せず、貴理にいたっては埋めたこと自体を覚えていなかった。友人一同を巻き込んで繰りひろげられる発掘作業を通じて、恭生が見出す宝物とは。

## 登場人物

### メインキャラクター
古積 恭生（こせき たかお）
声：坂本薫
主人公。東京在住の少年。小学校の時に山村留学で集落を訪れ、以降は定期的に訪れていたが、ここ数年は疎遠になっていた。集落がダム建設で水没することを知り、3年ぶりに来訪する。
温厚な性格で少々優柔不断だが、背が高く運動神経はなかなか。卒業後は医科大学に進学し、医者になって医者がいないような小さな山村で開業することを目指している。
物語開始時点で、幼馴染の貴理に対して恋心を抱いている。
市村 貴理（いちむら きり）
声：秋本良子
集落で暮らす少女。恭生の小さい頃からの友人。
活発な性格で面倒見がいい。幼馴染の恭生に淡い恋心を抱いているが、本人は戸惑っている。
父がダム建設の責任者の一人であることから、集落では特殊な存在になってしまっている。
倉林 有夏（くらばやし ありか）
声：草柳順子
集落で暮らす少女。貴理の後輩。本編開始時点で恭生とは面識がない。
おとなしく引っ込み思案な性格で、中学に進学以降、何かと自分を守ってくれた貴理に、同性であるにもかかわらず恋心を抱いている。そのため、突然現れて自然に自分たちの輪の中に入ってきた恭生を快く思っていない。
母子家庭な上に母が病気がちで、幼い頃から家事や弟の世話を見つづけてきたため、芯は強い。
小川 冬子（おがわ とうこ）
声：歌織(PC)／富山あかり(DC)
集落がダム建設で水没することを知って訪れた女性。東京在住。
学生時代までは集落で暮らしており、貴理や恭生とも一緒に遊んだ仲で、ガキ大将的な存在だった。自分の身に降りかかったある出来事をきっかけに、ダム建設の早い段階で家族ともども転出する。
両親の仲が悪く、親の愛情を知らない。東京では退廃的な生活を続けていたが、故郷で貴理や恭生と再会し、また恵や和典と触れ合うことで、荒んでいた心も少しずつ変化していく。
和多田 恵（わただ めぐみ）
声：綾瀬まゆ
集落で暮らす幼い少女。
有夏の弟、和典の幼なじみで、その関係は幼い頃の恭生と貴理に近い。純粋な性格で、冬子に懐く。

### サブキャラクター
原 英輝（はら ひでき）
声：ルネッサンス山田
恭生や貴理と同い年の幼馴染。少々乱暴だが友達想いの気さくな性格。
故郷である集落に深い思い入れを持っており、ダム建設と自分の無力に強い憤りを抱えている。その思いを胸に、卒業後は大学に進学して経済を学び、「故郷を失った意味」について学ぶことを志している。
有夏に想いを寄せている。
倉林 和典（くらばやし かずのり）
声：吉川華生(PC)／緒川ゆみこ(DC)
集落で暮らす幼い少年。有夏の弟。
やんちゃ盛りで姉の有夏をよく困らせているが、彼女が自分たち家族のために苦労していることをよく理解し、深く慕っている。恵と共に冬子に懐き、彼女の心を少しずつ癒していく。
本庄 英助（ほんじょう えいすけ）
声：高岡政人
集落を訪れるたび、恭生が世話になっている老人。集落のまとめ役の一人。
本来は非常に厳格な性格で、幼い恭生に礼儀作法などを叩き込み、その人格形成に大きな影響を与えたが、現在では心身ともに老いによる衰えを迎えている。
子供がいないため、恭生に対して祖父同然の気持ちで接しており、恭生もまた内心で畏れながらも深く慕っている。
市村 章（いちむら あきら）
声：御園行洋
貴理の父親。ダム建設の責任者でもある。
旅館のおばさん
声：長崎みなみ
集落で冬子が滞在する旅館の女将。温厚だが、人生経験豊富な壮年の女性。

## スタッフ
- 原画：笛
- シナリオ：早狩武志
- 音楽：樋口秀樹
- 主題歌：僕と、僕らの夏
  - 作詞・作曲：樋口秀樹 / 歌：WHITE-LIPS
- DC版オープニングテーマ：贈り物
  - 作詞：WHITE-LIPS / 作曲：樋口秀樹 / 歌：富山あかり